# شينغو نييجيمي
شينغو نييجيمي (باليابانية: 根占 真伍) (22 ديسمبر 1984 في طوكيو في اليابان – )؛ هو لاعب كرة قدم ياباني سابق كان يلعب كلاعب وسط.

## وصلات خارجية
- شينغو نييجيمي على موقع الاتحاد الدولي (مؤرشف)  (الإنجليزية)
- شينغو نييجيمي على موقع رابطة كرة القدم اليابانية للمحترفين (اليابانية)
- شينغو نييجيمي على موقع قاعدة بيانات كرة القدم.إي يو (الإنجليزية)
- شينغو نييجيمي على موقع Soccerway.com (الإنجليزية)
- شينغو نييجيمي على موقع عالم كرة القدم.نت (الإنجليزية)